# Laissez-passer (film)
Laissez-passer (Laissez-passer) è un film del 2002 diretto da Bertrand Tavernier.